# Plouégat-Guérand
Plouégat-Guérand é uma comuna francesa na região administrativa da Bretanha, no departamento Finisterra. Estende-se por uma área de 17,45 km². Em 2010 a comuna tinha 1 086 habitantes (densidade: 62,2 hab./km²).